# 羅汝芳
羅 汝芳（ら じょほう、1515年 - 1588年）は、中国明代の官僚・学者。字は惟徳、号は近渓。建昌府南城県の出身。泰州学派を代表する人物の一人。

## 経歴
嘉靖32年（1553年）に進士及第、太湖知県に任じられ、治績を挙げる。刑部主事に抜擢され寧国府知府に進み、雲南屯田副使を経て参政に転任した。官職を辞めた後、講学活動に専念し、浙江・江蘇・福建・広東・広西・雲南などの各地を回った。陽明学（王学）の泰州学派グループの一員で、同じ学派である李卓吾は、王畿と共に羅汝芳を学問の師と仰ぎ、「二先生の書物を読まない年はなく、二先生の説を語らない時はない」（『焚書』巻三、羅近渓先生告文）として親っている。

## 思想
羅汝芳は顔鈞（がんきん）の門弟で、思想は王艮（おうごん）の系譜に連なる。王学（陽明学）の泰州学派のなかでも、汝芳は王艮の庶民生活への視点を受け継ぎ、旺盛な行動力や弁才、人当たりの良い性格で多くの弟子に慕われていた。「教え有りて類なし」を理想として学問を実践した汝芳は庶民の日常生活や彼らの世界に視線を向け、それまでの読書人階級とは異なる漁師や農夫、儒学者や僧侶など様々な人々をも惹きつけた。
李卓吾も彼の性格や思想を「身分の高低や、素質の賢愚にこだわらず一様に教えさとしている」（『李温陵外紀』巻一、柞林紀譚）と述べており、陽明学が庶民層へ浸透したことへ大きく助力した。
羅汝芳は思想の真髄を「赤子の心」としている。「赤子の心」とは「虚偽を拒み、真摯に貫かれている、忘却された人々の初心」のことであり、孟子の性善説・王陽明の良知説の延長線上としての考えである。
楊時喬は「羅汝芳は胡清虚（道教の内丹を研究）に師事し、“焼煉”を語り、“飛昇”の術を唱える。士大夫を見る度に“三十三天”や“箕仙”、“呂洞賓”から果ては“南寄書”について説を述べ立てる」と証言し、そのでたらめさを指弾した。王時槐は汝芳が僧の玄覚について仏典も早くから研究していたことを述べ、許孚遠は汝芳の学問が広大に過ぎて不純であり後世に害があると面責したという。しかし、その汝芳の博学は門下の焦竑に引き継がれ大成した。

## 著作
- 『近渓子明道録』8巻
- 『会語続録』2巻
- 『識仁編』2巻
- 『孝経宗旨』